# هانا تريسي كاتلر
هانا تريسي كاتلر (بالإنجليزية: Hannah Tracy Cutler)‏ هي معالجة مثلية ‏ وسفرجات وصحفية أمريكية، ولدت في 25 ديسمبر 1815 في Becket, Massachusetts ‏ في الولايات المتحدة، وتوفيت في 11 فبراير 1896 في أوشن سبرينغز في الولايات المتحدة.